# Great Wilbraham
Great Wilbraham is een civil parish in het Engelse graafschap Cambridgeshire. Het dorp ligt in het district South Cambridgeshire en telt 654 inwoners.